# (21714) Geoffreywoo
(21714) Geoffreywoo (1999 RX109) – planetoida z pasa głównego asteroid okrążająca Słońce w ciągu 4,93 lat w średniej odległości 2,9 j.a. Odkryta 8 września 1999 roku.